# Bommiers
Bommiers est une commune française située dans le département de l'Indre, en région Centre-Val de Loire.

## Géographie

### Localisation
Bommiers est située dans l'est du département, dans la région naturelle du Boischaut Sud.
Les communes limitrophes sont : Ambrault (2 km), Meunet-Planches (5 km), Pruniers (5 km), Saint-Aubin (7 km), Saint-Août (7 km) et La Berthenoux (16 km).
Les communes chefs-lieux et préfectorales sont : Issoudun (17 km), Châteauroux (22 km), La Châtre (24 km) et Le Blanc (72 km).

### Hameaux et lieux-dits
Les hameaux et lieux-dits de la commune sont : les Jarrys, les Pournins et les Saunerons.

### Géologie et hydrographie
La commune est classée en zone de sismicité 2, correspondant à une sismicité faible.
Le territoire communal possède les sources de la rivière Théols et est arrosé par la Petite Thonaise et la Grande Thonaise.

### Climat
Pour des articles plus généraux, voir Climat du Centre-Val de Loire et Climat de l'Indre.
En 2010, le climat de la commune est de type climat océanique dégradé des plaines du Centre et du Nord, selon une étude du CNRS s'appuyant sur une série de données couvrant la période 1971-2000. En 2020, Météo-France publie une typologie des climats de la France métropolitaine dans laquelle la commune est exposée à un climat océanique altéré et est dans la région climatique  Ouest et nord-ouest du Massif Central, caractérisée par une pluviométrie annuelle de 900 à 1 500 mm, maximale en automne et en hiver.
Pour la période 1971-2000, la température annuelle moyenne est de 11,3 °C, avec une amplitude thermique annuelle de 15,6 °C. Le cumul annuel moyen de précipitations est de 759 mm, avec 11,7 jours de précipitations en janvier et 7,2 jours en juillet. Pour la période 1991-2020, la température moyenne annuelle observée sur la station météorologique de Météo-France la plus proche, sur la commune de Lignières à 15 km à vol d'oiseau, est de 12,2 °C et le cumul annuel moyen de précipitations est de 774,6 mm,. Pour l'avenir, les paramètres climatiques de la commune estimés pour 2050 selon différents scénarios d'émission de gaz à effet de serre sont consultables sur un site dédié publié par Météo-France en novembre 2022.

### Voies de communication et transports
Le territoire communal est desservi par les routes départementales : 38D, 67 et 925.
La gare ferroviaire la plus proche est la gare d'Issoudun, à 19 km.
Bommiers est desservie par la ligne D du Réseau de mobilité interurbaine.
L'aéroport le plus proche est l'aéroport de Châteauroux-Centre, à 25 km.

## Urbanisme

### Typologie
Au 1er janvier 2024, Bommiers est catégorisée commune rurale à habitat très dispersé, selon la nouvelle grille communale de densité à sept niveaux définie par l'Insee en 2022.
Elle est située hors unité urbaine. Par ailleurs la commune fait partie de l'aire d'attraction de Châteauroux, dont elle est une commune de la couronne,. Cette aire, qui regroupe 71 communes, est catégorisée dans les aires de 50 000 à moins de 200 000 habitants,.

### Occupation des sols
L'occupation des sols de la commune, telle qu'elle ressort de la base de données européenne d’occupation biophysique des sols Corine Land Cover (CLC), est marquée par l'importance des territoires agricoles (74,2 % en 2018), une proportion identique à celle de 1990 (74,2 %). La répartition détaillée en 2018 est la suivante : 
terres arables (59,7 %), forêts (24,9 %), zones agricoles hétérogènes (7,4 %), prairies (7 %), milieux à végétation arbustive et/ou herbacée (0,9 %). L'évolution de l’occupation des sols de la commune et de ses infrastructures peut être observée sur les différentes représentations cartographiques du territoire : la carte de Cassini (XVIIIe siècle), la carte d'état-major (1820-1866) et les cartes ou photos aériennes de l'IGN pour la période actuelle (1950 à aujourd'hui).

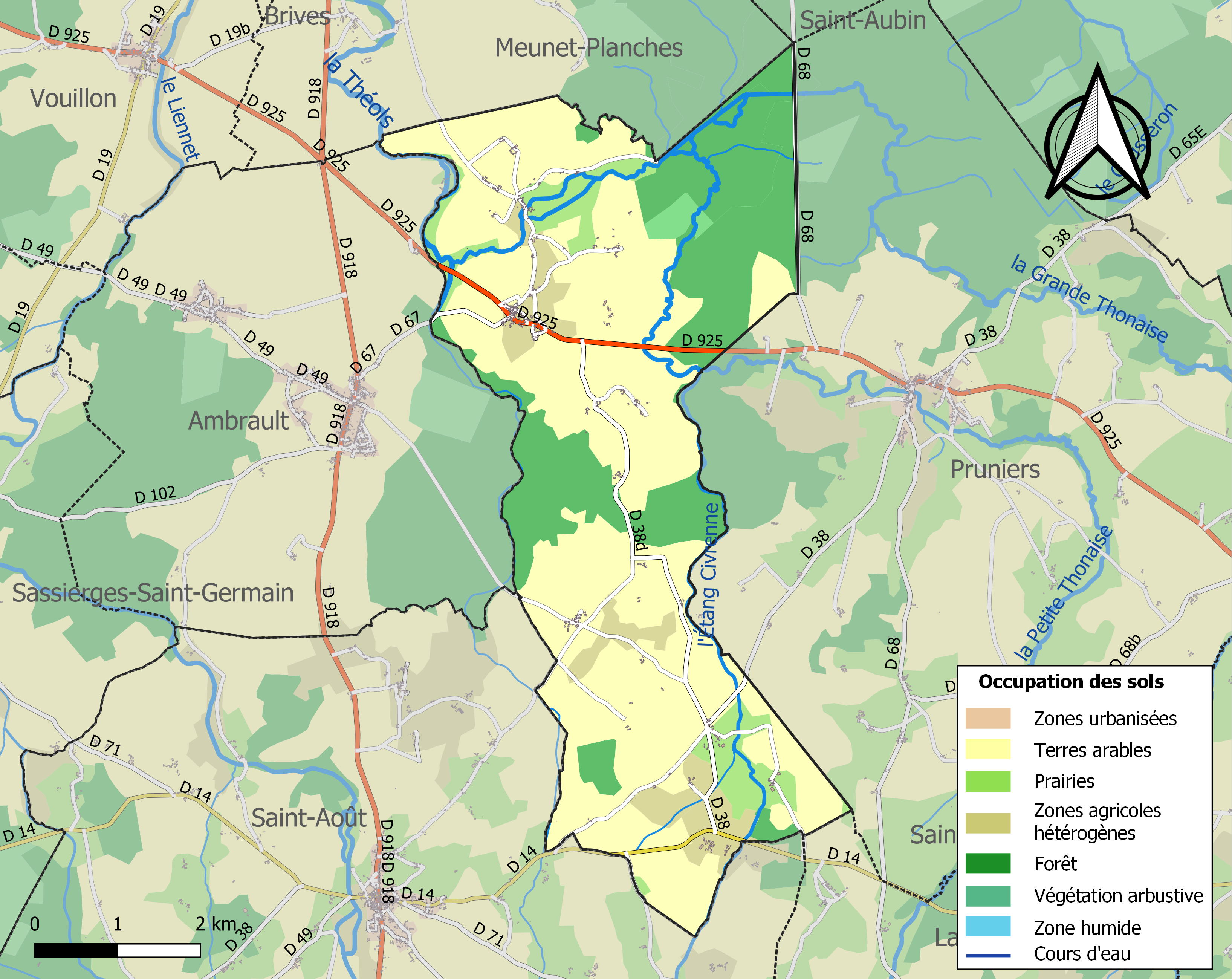
Carte des infrastructures et de l'occupation des sols de la commune en 2018 (CLC).

### Logement
Le tableau ci-dessous présente le détail du secteur des logements de la commune :
| Date du relevé                                              | 2013   | 2015   |
| Nombre total de logements                                   | 163    | 166    |
| Résidences principales                                      | 79,2 % | 79,4 % |
| Résidences secondaires                                      | 11,6 % | 11,5 % |
| Logements vacants                                           | 9,2 %  | 9,1 %  |
| Part des ménages propriétaires de leur résidence principale | 86,3 % | 86,2 % |

### Risques majeurs
Le territoire de la commune de Bommiers est vulnérable à différents aléas naturels : météorologiques (tempête, orage, neige, grand froid, canicule ou sécheresse), inondations, feux de forêts et séisme (sismicité faible). Il est également exposé à un risque technologique, le transport de matières dangereuses. Un site publié par le BRGM permet d'évaluer simplement et rapidement les risques d'un bien localisé soit par son adresse soit par le numéro de sa parcelle.

#### Risques naturels
Certaines parties du territoire communal sont susceptibles d’être affectées par le risque d’inondation par débordement de cours d'eau, notamment la Petite Thonaise, la Grande Thonaise, l'Étang Civrenne et la Théols. La commune a été reconnue en état de catastrophe naturelle au titre des dommages causés par les inondations et coulées de boue survenues en 1982, 1983, 1997, 1999 et 2016,.
Pour anticiper une remontée des risques de feux de forêt et de végétation vers le nord de la France en lien avec le dérèglement climatique, les services de l’État en région Centre-Val de Loire (DREAL, DRAAF, DDT) avec les SDIS ont réalisé en 2021 un atlas régional du risque de feux de forêt, permettant d’améliorer la connaissance sur les massifs les plus exposés. La commune, étant pour partie dans le massif de Chœurs-Thoux-Fleuret, est classée au niveau de risque 4, sur une échelle qui en comporte quatre (1 étant le niveau maximal).

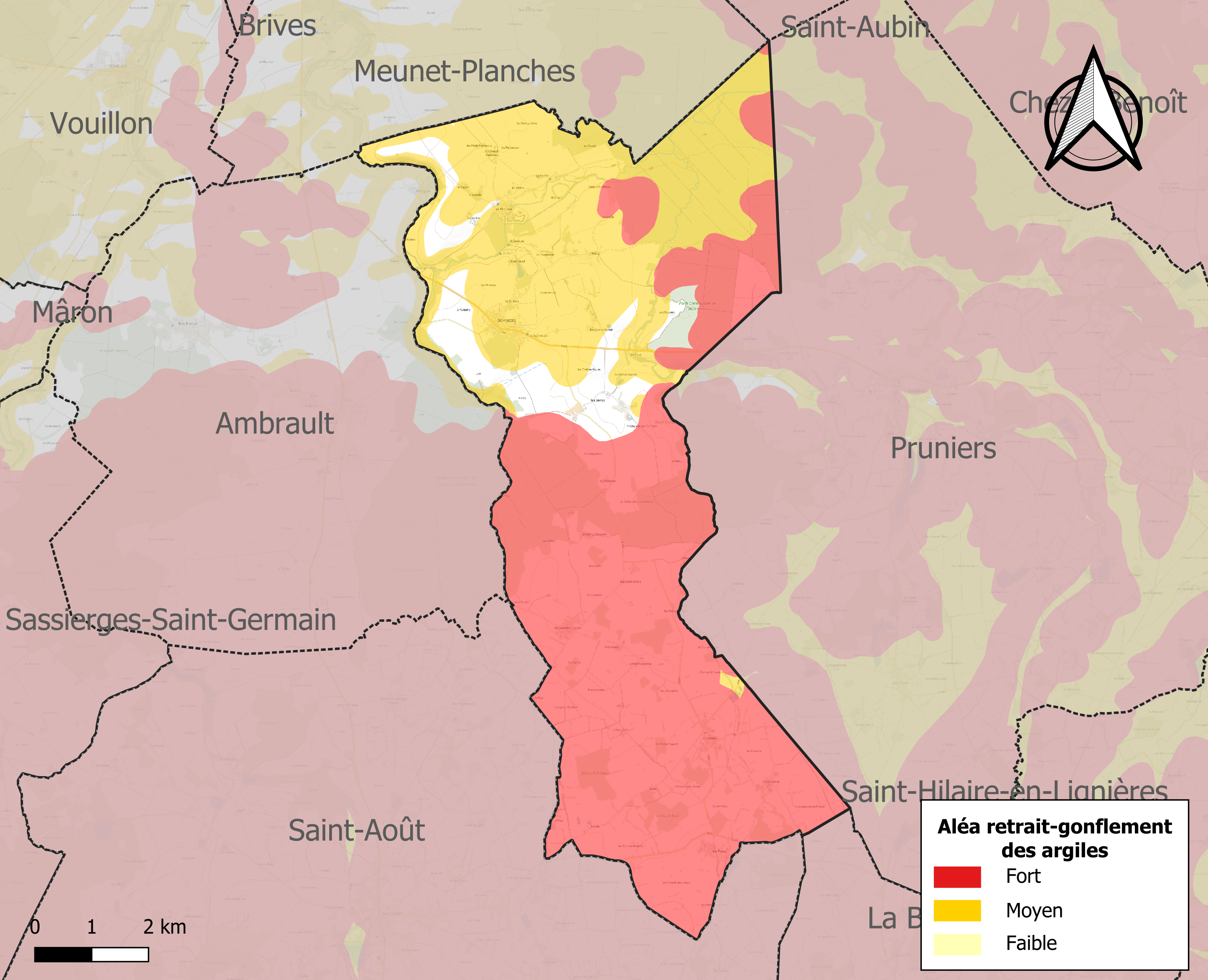
Carte des zones d'aléa retrait-gonflement des sols argileux de Bommiers.

Le retrait-gonflement des sols argileux est susceptible d'engendrer des dommages importants aux bâtiments en cas d’alternance de périodes de sécheresse et de pluie. 91,7 % de la superficie communale est en aléa moyen ou fort (84,7 % au niveau départemental et 48,5 % au niveau national). Sur les 166 bâtiments dénombrés sur la commune en 2019, 152 sont en aléa moyen ou fort, soit 92 %, à comparer aux 86 % au niveau départemental et 54 % au niveau national. Une cartographie de l'exposition du territoire national au retrait gonflement des sols argileux est disponible sur le site du BRGM,.
Concernant les mouvements de terrains, la commune a été reconnue en état de catastrophe naturelle au titre des dommages causés par la sécheresse en 1991, 2018 et 2019 et par des mouvements de terrain en 1983 et 1999.

#### Risques technologiques
Le risque de transport de matières dangereuses sur la commune est lié à sa traversée par des infrastructures routières ou ferroviaires importantes ou la présence d'une canalisation de transport d'hydrocarbures. Un accident se produisant sur de telles infrastructures est en effet susceptible d’avoir des effets graves au bâti ou aux personnes jusqu’à 350 m, selon la nature du matériau transporté. Des dispositions d’urbanisme peuvent être préconisées en conséquence.

## Toponymie
Le nom de la commune est attesté sous de nombreuses formes anciennes : Bognerium castellum en 1064, Capellam de Bometio castro en 1123, de Bonneto en 1161 et 1218, Bonnez en 1184, Bomet et Bomied en 1203, Bonnet en 1212, de Bomeriis en 1220, et Bometz-des-Églises en 1272.
Ces formes présentent une alternance peu cohérente entre les graphies en -nn- et -m-. On retient généralement la forme Bomet, mieux attestée et plus stable. Le toponyme Bommiers pourrait dériver d’un composé hybride latino-germanique Bonmar, même si certaines formes comme Bonneto semblent avoir été influencées par le culte de saint Bonnet (Bonitus), vénéré dans plusieurs régions voisines comme l’Allier, la Corrèze, la Vienne et la Haute-Vienne.
Ses habitants sont appelés les Bometzois.

## Histoire
En 1317, affaire des poisons de Bommiers : Marguerite, dame de Bommiers, étant tombée malade, alla consulter les médecins de l'université de Montpellier qui s'aperçurent qu'elle avait été empoisonnée.
Sous l'Ancien Régime, une communauté de Minimes était installée à Bommiers.
Le 21 juillet 1946, une famille paysanne est froidement assassinée dans sa ferme. La justice ne parviendra pas à percer le mystère lié à l'affaire Carteron.
La commune est rattachée de 1973 à 2015 au canton d'Issoudun-Sud.

## Politique et administration
La commune dépend de l'arrondissement d'Issoudun, du canton de La Châtre, de la deuxième circonscription de l'Indre et de la communauté de communes Champagne Boischauts.
| Période    | Période  | Identité        | Étiquette | Qualité                                |
| ---------- | -------- | --------------- | --------- | -------------------------------------- |
| juin 1995, | En cours | Bernard Allouis | DVD       | Responsable commercial export retraité |

## Population et société

### Démographie
L'évolution du nombre d'habitants est connue à travers les recensements de la population effectués dans la commune depuis 1793. Pour les communes de moins de 10 000 habitants, une enquête de recensement portant sur toute la population est réalisée tous les cinq ans, les populations de référence des années intermédiaires étant quant à elles estimées par interpolation ou extrapolation. Pour la commune, le premier recensement exhaustif entrant dans le cadre du nouveau dispositif a été réalisé en 2004.

En 2022, la commune comptait 320 habitants, en évolution de +6,31 % par rapport à 2016 (Indre : −3 %, France hors Mayotte : +2,11 %).
| 1793 | 1800 | 1806 | 1821 | 1831 | 1836 | 1841 | 1846 | 1851 |
| ---- | ---- | ---- | ---- | ---- | ---- | ---- | ---- | ---- |
| 565  | 772  | 667  | 678  | 676  | 718  | 670  | 654  | 700  |

| 1856 | 1861 | 1866 | 1872 | 1876 | 1881 | 1886 | 1891 | 1896 |
| ---- | ---- | ---- | ---- | ---- | ---- | ---- | ---- | ---- |
| 697  | 689  | 691  | 674  | 673  | 670  | 667  | 674  | 649  |

| 1901 | 1906 | 1911 | 1921 | 1926 | 1931 | 1936 | 1946 | 1954 |
| ---- | ---- | ---- | ---- | ---- | ---- | ---- | ---- | ---- |
| 643  | 665  | 622  | 542  | 539  | 504  | 490  | 467  | 470  |

| 1962 | 1968 | 1975 | 1982 | 1990 | 1999 | 2004 | 2006 | 2009 |
| ---- | ---- | ---- | ---- | ---- | ---- | ---- | ---- | ---- |
| 411  | 363  | 350  | 283  | 229  | 260  | 272  | 278  | 292  |

| 2014 | 2019 | 2022 | - | - | - | - | - | - |
| ---- | ---- | ---- | - | - | - | - | - | - |
| 302  | 312  | 320  | - | - | - | - | - | - |

### Enseignement
La commune ne possède pas de lieu d'enseignement.

### Médias
La commune est couverte par les médias suivants : La Nouvelle République du Centre-Ouest, Le Berry républicain, L'Écho - La Marseillaise, La Bouinotte, Le Petit Berrichon, France 3 Centre-Val de Loire, Berry Issoudun Première, Vibration, Forum, France Bleu Berry et RCF en Berry.

## Économie
La commune se situe dans l’aire urbaine de Châteauroux, dans la zone d’emploi de Châteauroux et dans le bassin de vie d'Issoudun.
La commune se trouve dans l'aire géographique et dans la zone de production du lait, de fabrication et d'affinage du fromage Valençay.

## Culture locale et patrimoine
- Église Saint-Pierre.
- Monument aux morts.
- Vestiges du château de Bommiers[38],[39] : il est cité pour la première fois das une bulle du pape Calixte II en 1123, puis en 1163 dans une bulle du pape Alexandre III. Rien de ce qui subsiste ne semble antérieur au XIIIe siècle. Il dut subir un siège pendant la Fronde en 1630. Sa ruine ne commença qu'après le rachat du duché de Châteauroux par Louis XV.

Le château est composé de trois parties séparées par des fossés. Côté nord, un donjon du XIIe siècle sur motte protégé par une chemise polygonale flanquée de deux tours de plan circulaires (XIIIe siècle). Au sud, une vaste enceinte, précédée côté ouest d'une basse-cour (début XIIIe siècle).
- Couvent des Minimes[41] : il fut fondé en 1511 par Jacques de La Trémoille. Il n'en subsiste plus rien.

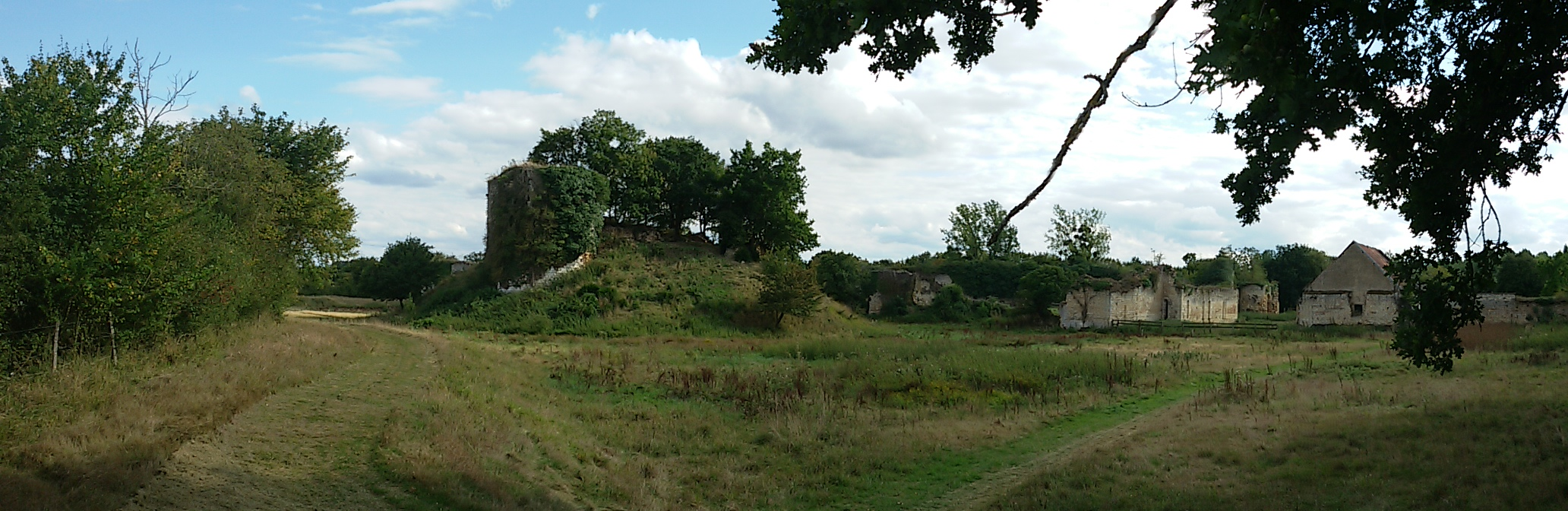
Les ruines du château en 2015.

### Personnalités liées à la commune
- Louis II de La Trémoille (1460-1525), est né à Bommiers.

### Héraldique
| Blason de Bommiers | Blason  | D'argent à la croix d'azur chargée de cinq gerbes de blé d'or.                                    |
| Blason de Bommiers | Détails | Armes de la famille de Bommiers (olim Beaumetz). Le statut officiel du blason reste à déterminer. |